# فنا کالما
فنا کالما (انگلیسی: Fenna Kalma؛ زادهٔ ۲۱ نوامبر ۱۹۹۹) بازیکن فوتبال اهل پادشاهی هلند است که در حال حاضر برای باشگاه فوتبال زنان پی‌اس‌وی در پست مهاجم بازی می‌کند. باشگاه پی‌اس‌وی، در حال حاضر در لیگ برتر فوتبال زنان هلند (اردیویژه)، بالاترین سطح لیگ فوتبال حرفه‌ای زنان در این کشور فعالیت دارد.
از باشگاه‌هایی که وی در آن‌ها بازی کرده است می‌توان به باشگاه فوتبال زنان وولفسبورگ، هیرنفین و توئنته اشاره کرد.
وی همچنین در تیم‌های ملی فوتبال زیر ۱۶ سال، زیر ۱۷ سال، زیر ۱۹ سال، زیر ۲۰ سال، زیر ۲۳ سال و بزرگسالان زنان هلند بازی کرده است.

## دوران باشگاهی
فنا کالما بازیکن سابق CTO آمستردام است. او در سال ۲۰۱۷ به باشگاه فوتبال زنان هیرنفین پیوست. فنا کالما اولین بازی خود را برای این باشگاه در ۲۲ آوریل ۲۰۱۷ در جریان یک شکست پرگل ۴–۳ در لیگ برابر در تقابل با باشگاه فوتبال تلستار انجام داد.
قبل از آغاز اردیویژه فصل ۲۰۲۰–۲۰۱۹، فنا کالما به باشگاه فوتبال زنان توئنته ملحق شد. در فصل ۲۰۲۱–۲۲، او اولین بازیکن در تاریخ اردیویژه شد که ۳۰ گل در یک فصل به ثمر می‌رساند. در ماه مه ۲۰۲۲، او قرارداد خود را با باشگاه فوتبال زنان توئنته تا پایان ژوئن ۲۰۲۳ تمدید کرد. در تاریخ ۱۸ اوت سال ۲۰۲۲، فنا کالما در پیروزی پر گل و قاطعانه ۱۳–۰ تیمش در دور مقدماتی لیگ قهرمانان اروپا برابر باشگاه فوتبالی از مولداوی با نام اگریستا-اش‌اس آننی نوی، شش گل به ثمر رساند و به اصطلاح دبل هت‌تریک انجام داد. در سال‌های ۲۰۲۲ و ۲۰۲۳، او جایزه بازیکن سال اردویژه (لیگ برتر فوتبال زنان هلند) و بهترین گلزن لیگ را به دست آورد.
در ۲۵ مه ۲۰۲۳، باشگاه آلمانی ولفسبورگ از امضای قرارداد سه‌ساله با کالما تا انتهای ژوئن سال ۲۰۲۶ خبر داد. در ژانویه ۲۰۲۵، او به باشگاه فوتبال زنان پی‌اس‌وی پیوست.

## دوران ملی
فنا کالما در سطوح مختلف رده‌های سنی پایه برای تیم ملی فوتبال زنان هلند تحت نظر فدراسیون فوتبال این کشور نمایندگی کرده است. او عضو تیم زیر ۲۰ سال زنان هلند بود که در جام جهانی فوتبال زیر ۲۰ سال شرکت کرد، بود.
وی در زمان عضویت در تیم ملی فوتبال زنان زیر ۲۳ سال هلند موفق شد ۱۸ گل به ثمر برساند و با این حد نصاب، بهترین گلزن تمام ادوار تیم ملی فوتبال زنان زیر ۲۳ سال
کشورش به حساب می‌آید.
در ماه سپتامبر ۲۰۱۹، کالما اولین دعوت خود را برای بازی در تیم بزرگسالان تیم ملی فوتبال زنان هلند برای مسابقات جام ملت‌های اروپای زنان ۲۰۲۲ دریافت کرد. در ماه مه ۲۰۲۲، او به عنوان بازیکن ذخیره و استندبای برای جام ملت‌های اروپای زنان ۲۰۲۲ مطرح شد. در ۲ سپتامبر ۲۰۲۲، او در یک پیروزی ۲–۱ دوستانه برابر تیم ملی فوتبال زنان اسکاتلند در اولین بازی خود به میدان رفت. او به عنوان یار تعویضی در دقیقه ۶۲ بازی به جای ویوین میدما وارد میدان شد و گل پیروزی‌بخش تیمش را وارد دروازه تیم ملی فوتبال زنان اسکاتلند کرد.
در ماه مه ۲۰۲۳، کالما در فهرست اولیه هلند برای جام جهانی فوتبال زنان ۲۰۲۳ نامگذاری شد، اما او در این تورنمنت بازی نکرد.